# 민다나오날다람쥐
민다나오날다람쥐(Petinomys mindanensis)는 다람쥐과에 속하는 설치류이다. 필리핀의 토착종이다.

## 특징
민다나오날다람쥐의 털은 꽤 굵고, 등 쪽은 비교적 부드럽고 배 쪽은 가늘다. 등 쪽은 갈색을 띠는 반면에 배 쪽은 좀더 밝은 흰색 또는 연한 회색이다. 꼬리도 등 쪽과 같은 색을 띤다. 같은 지역에 서식하는 바실란날다람쥐보다 몸이 크고 꼬리가 편평하지 않고 둥글다. 일반적인 모습은 동남아시아의 다른 날다람쥐와 유사하지만 두개골의 일부 측면이 다르다. 두개골은 머리가 넓고 편평하고 주둥이가 짧다.

## 생태
민다나어날다람쥐는 해발 500m와 1600m 사이의 저지대와 산악 우림에서 서식한다. 야행성이고 나무 위에서 생활하는 수상성 동물이다.

## 분포 및 서식지
필리핀의 토착종으로 민다나오섬(부키드논주와 남다바오주, 남라나오주, 서미사미스주, 동미사미스주, 북삼보앙가주)의 섬들과 디나가트 제도주, 샤르가오섬에서 발견된다.